# Robin Yalçın
Robin Yalçın (ur. 25 stycznia 1994 w Deggendorfie) – niemiecki piłkarz tureckiego pochodzenia grający na pozycji pomocnika w Sivasspor.

## Kariera klubowa
Karierę juniorską rozpoczął w SpVgg Grün-Weiß Deggendorf 03, w którym grał do 2009 roku. W lipcu 2009 przeniósł się do VfB Stuttgart. Początkowo grał w juniorach tej drużyny, jednakże 25 września 2012 zaliczył debiut w trzecioligowych rezerwach klubu. Wszedł na boisko w 84. minucie przegranego 0-2 meczu przeciwko Hansie Rostock za Manuela Janzera. W lipcu 2015 trafił do Çaykur Rizespor.

## Kariera reprezentacyjna
W 2011 zajął 3. miejsce na mistrzostwach świata do lat 17 i 2. na mistrzostwach Europy U-17. W tym samym roku został nagrodzony srebrnym medalem Fritza Waltera w kategorii U-17.

## Osiągnięcia
- Mistrzostwa Świata U-17 w Piłce Nożnej 2011 – trzecie miejsce[6].